# Sebastián Ducete

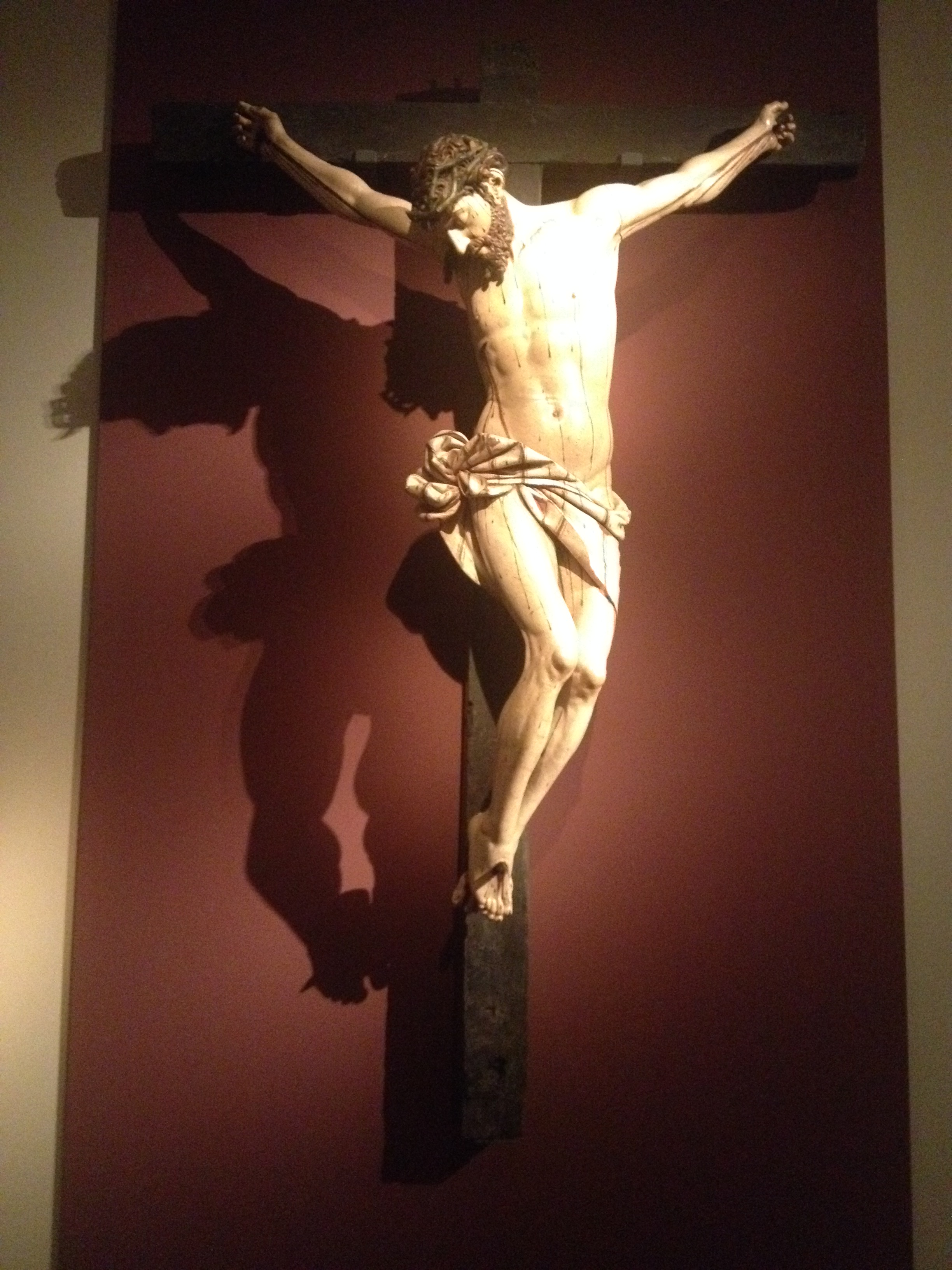
Sebastián Ducete (zugeschrieben): Christus am Kreuz, frühes 17. Jahrhundert, mehrfarbige Holzschnitzerei, Museu Frederic Marès, Barcelona

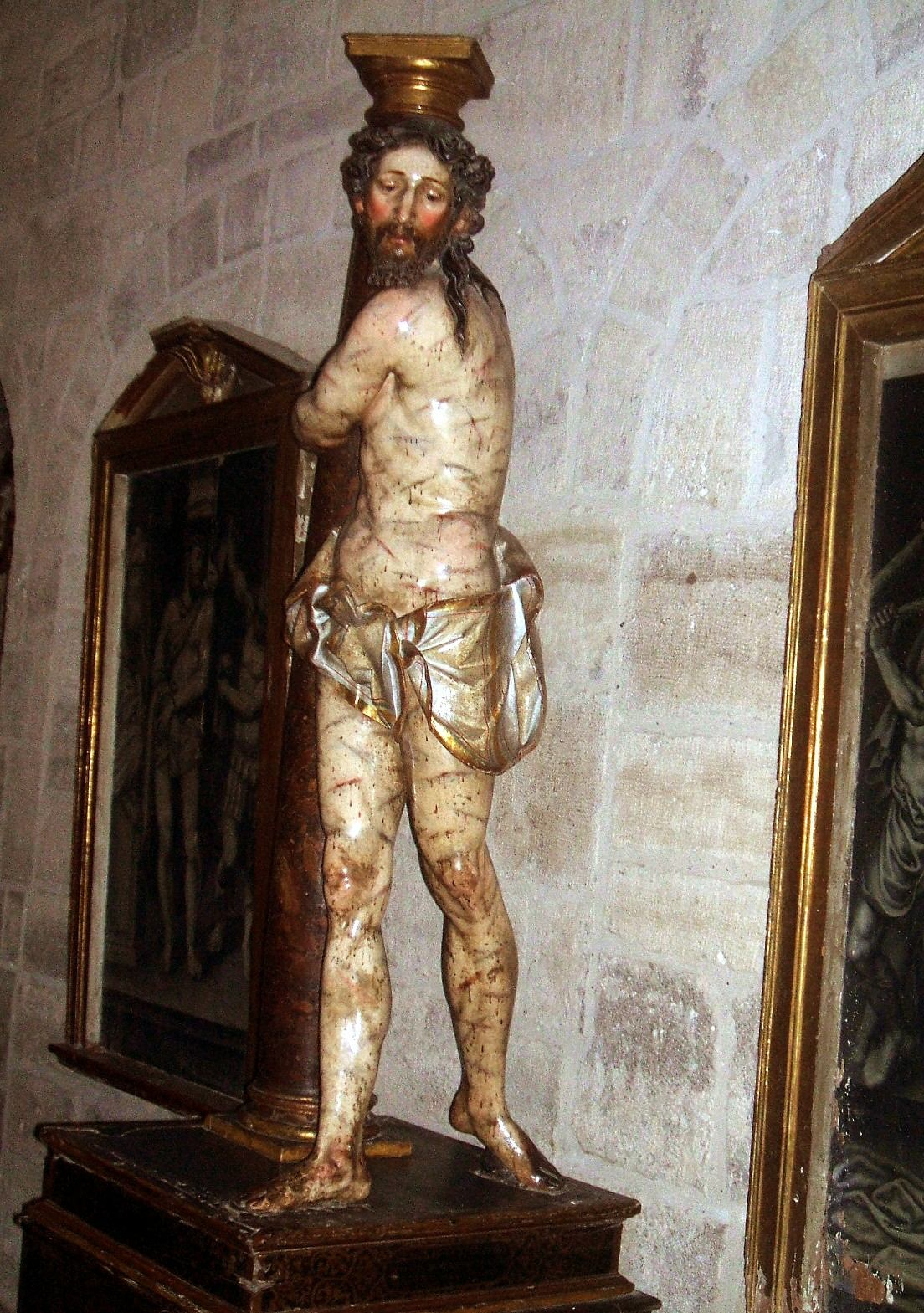
Sebastián Ducete: Jesus an der Geißelsäule, frühes 17. Jahrhundert, Kirche San Gil Abad in Burgos

Sebastián Ducete oder  de Ucete (* 1568 in Toro, Zamora; † zwischen 1619 und 1621 ebenda) war ein spanischer Bildhauer. Sein Werk ist beeinflusst von Juan de Juni. Er war der Lehrer von Esteban de Rueda.

## Werke
- Kreuzigung und eine Statue der Jungfrau (1592), San Martín, Pinilla de Toro[3]
- Retabel (1602), Santo Sepulcro, Toro[3]
- Skulpturen des Retabels, Kirche des Monasterio de Santa Sofía, Toro[3]
- Retabelrelief (1607) San Pedro, Villalpando[3]
- Paso-Prozessionsfigur von Christus mit beweglichen Armen (1615; Verleib unklar) für eine Cofradía del Santo Entierro[3]
- Relief Anna Selbdritt als Teil eines Retabels möglicherweise für den Convento de los Carmelitas Descalzos in Medina del Campo, Basilika Gran Promesa, Valladolid.[3] Ducetes Stil ist von Juni beeinflusst. Er kontrastiert mit der Predella von Rueda, der das Retabel anfertigte.[4]
- (zugeschrieben) Christus am Kreuz, frühes 17. Jahrhundert, mehrfarbige Holzschnitzerei, Museu Frederic Marès, Barcelona, MFM 1120